# Feidlimid mac Tigernaig
Feidlimid mac Tigernaig (mort vers 590) était un roi de Munster (en irlandais : Muman), l'un des cinq royaumes d'Irlande. Il appartenait à la famille des Eóganacht Raithleann, une branche du clan des Eóganachta descendant de Mac Cass, fils de Corc mac Luigthig, le fondateur et premier roi de Cashel, par son fils Echu. 
Cette branche n'a fourni que très rarement des rois au Muman. 

## Biographie
Feidlimid succéda à Fergus Scandal mac Crimthainn en 582. 
Il était le fils de Tigernach, un arrière-petit-fils d'Echu, fils de Mac Cass, et avait épousé Cumman, la veuve de Coirpre Cromm mac Crimthainn, ce qui le poussa à revendiquer le trône. 
Le conte Senchas Fagbála Caisil (Histoire de la découverte de Cashel) disait que les descendants d'Echu n'iraient jamais s'installer à Cashel, même s'ils devenaient rois de Muman. Ceci s'appliqua à Feidlimid qui ne put jamais y entrer et dut bâtir le fort de Bodumbir au sud de la capitale. Charles-Edwards pense que ce document suggérerait que le nouveau roi de Cashel devait inaugurer son règne par une forme de tellach, un rituel par lequel il entrait en possession de son héritage, ce que Feidlimid ne put jamais faire. Ce texte, très hostile à la ligne des Raithleann, ne serait qu'une attaque tardive contre un roi qui, à ses yeux, n'aurait jamais du régner sur Muman, mais dont le règne effectif est par ailleurs solidement attesté. 
La chronologie est en effet confuse pour cette époque, et les sources divergent à son sujet. Feidlimid n'apparaît pas dans la liste des rois des Laud Synchronisms, qui le remplacent par Feidlimid mac Coirpri Chruimm, de la branche des Eóganacht Glendamnach (mais on sait que les Laud Synchronisms penchent en faveur de cette branche). Par contre, les Annales des quatre maîtres signalent sa mort (qu'elles placent en 586) alors qu'il est qualifié de roi de Muman. Les Annales de Tigernach repoussent cette date à 588. Le Chronicon Scotorum et les Annales d'Ulster le considèrent également comme roi et situent la date de sa mort en 590. Le livre de Munster repousse cette mort à 593. 
Il eut peut-être pour successeur Amalgaid mac Éndai associé à son frère Garbán mac Éndai mais ceux-ci n'apparaissent ni dans les Laud synchronisms ni dans le Senchas Fagbála Caisil.

## Sources
- (en) Annales de Tigernach sur CELT: Corpus of Electronic Texts dans University College Cork.
- (en) Laud Synchronisms sur CELT: Corpus of Electronic Texts dans University College Cork.
- (en) Livre de Leinster. Cf. Richard Irvine Best, Osborn Bergin, M.A. O'Brien et Anne O'Sullivan, The Book of Leinster, formerly Lebar na Núachongbála, 6 volumes, Dublin Institute for Advanced Studies (1954-83). Le texte en irlandais : volumes 1 (pp. 1-260), 2 (pp. 400-70), 3 (pp. 471-638 & 663), 4 (pp. 761-81 & pp. 785-841) & 5 (pp. 1119-92 & 1202-1325) sur CELT disponible en irlandais.
- (en) édition révisée des synchronismes de McCarthy, Trinity College Dublin.
- (en) Thomas M. Charles-Edwards, Early Christian Ireland, Cambridge University Press, Cambridge (2000).  (ISBN 0-521-36395-0).
- (en) Francis J. Byrne, Irish Kings and High-Kings, Four Courts Press, Dublin (2001).  (ISBN 978-1-85182-196-9).